# Lancio di vipere da elicotteri
Il lancio di vipere da elicotteri è una leggenda metropolitana diffusa in diverse regioni europee, in particolare in Francia, Svizzera e Italia. La storia narra di presunti rilasci di vipere nei boschi tramite elicotteri, attribuiti a gruppi ambientalisti o altre organizzazioni, con l'obiettivo di favorire il ripopolamento di questi rettili.

## Origine e diffusione
La leggenda è stata segnalata per la prima volta in Francia negli anni Settanta, per poi diffondersi in Svizzera e successivamente in Piemonte. Negli anni Novanta, la diceria si è estesa all'Italia centro-settentrionale e, più recentemente, anche alle regioni centro-meridionali.

## Varianti della leggenda
Esistono numerose varianti della storia, che differiscono per modalità di impacchettamento, mezzi di trasporto e presunti autori del lancio.

### Modalità di impacchettamento
- Scatole di cartone paracadutate (la versione più comune).
- Vipere lanciate sfuse, con il rischio che vengano stordite dall'impatto e predate da rapaci.
- Sacchetti di plastica, talvolta contenenti acqua, paracadutati.
- Contenitori ovoidali progettati per aprirsi all'impatto.
- Pacchetti ammortizzanti con avvertenze come "Maneggiare con guanti e forare prima del lancio".

### Mezzi di trasporto
- Elicotteri.
- Aerei leggeri.
- Furgoni.

### Presunti autori
- Gruppi ambientalisti, come i Verdi o il WWF[2].
- Raccoglitori di funghi, per scoraggiare la presenza di roditori o dilettanti.
- Cacciatori, per tenere lontani i turisti.
- Case farmaceutiche, interessate al veleno delle vipere per scopi medicinali.
- Guardia forestale.

Una variante della leggenda narra che le vipere sarebbero state rilasciate per controllare la popolazione di roditori, i quali danneggiavano la crescita dei funghi. Tuttavia, tale intervento avrebbe avuto effetti indesiderati, portando all'introduzione di cinghiali per ridurre il numero di vipere. I cinghiali, incrociandosi con suini locali, avrebbero dato origine a esemplari ibridi considerati pericolosi. Questa situazione avrebbe portato a ulteriori interventi, come l'introduzione di lupi per contenere i cinghiali.

## Interpretazioni e simbolismo
La leggenda riflette una visione simbolica del serpente come elemento di natura selvaggia, contrapposto all'ambiente antropizzato. Inoltre, essa evidenzia una percezione negativa di alcune organizzazioni ambientaliste, accusate di comportamenti estremi.